# Precious (GLAYの曲)
「Precious」（プレシャス）は、2010年9月8日にリリースされた日本のロックバンド、GLAYの通算42枚目のシングル。発売元はloversoul music & associates。

## 解説
前事務所時代から7年在籍したEMIミュージックジャパンを離れ、GLAY自ら新規設立したレーベル「loversoul music & associates」からの第1作。
ディストリビューションはフォーライフミュージックエンタテインメントが担う。
CD＋DVD盤とCD ONLY盤の2形態で発売。
ジャケット写真は、JIROが撮影したものである。

## 収録曲

### CD
1. Precious
  - 作詞・作曲：TAKURO / 編曲：GLAY、佐久間正英

日本テレビ系『スッキリ!!』9月エンディングテーマ。
「天国の薫 世界で一番キミが好き」（著：吉浜泰蔵）にインスピレーションされ作られたミドル・バラード。
この本は家族と妻の闘病記を描いた自伝本で、著者はGLAYが6thシングル「Yes, Summerdays」をリリースする頃に「カメリアダイヤモンド」のCMタイアップを取るために動いたスタッフの1人だった。
2. HEART SNOW 〜心に降る雪〜
  - 作詞・作曲：TAKURO / 編曲：GLAY、佐久間正英
3. 彼女の“Modern…” （再録）
  - 作詞・作曲：TAKURO / 編曲：GLAY、佐久間正英

3rdシングル「彼女の“Modern…”」の再録
4. 10th ALBUM『GLAY』 予告編

### DVD （初回限定盤のみ）
1. Precious (Music Video)
2. May Fair 「GLAY LIVE TOUR 2010-2011 ROCK AROUND THE WORLD」at 横須賀芸術劇場(2010.7.6)
3. BELOVED 「GLAY LIVE TOUR 2010-2011 ROCK AROUND THE WORLD」at 横須賀芸術劇場(2010.7.6)
4. Precious (Making)

## 収録アルバム
Precious
- GLAY
- REVIEW 2.5
- DRIVE 2010〜2026 -GLAY complete BEST

HEART SNOW 〜心に降る雪〜
- rare collectives vol.4

彼女の“Modern…” （再録）
- rare collectives vol.4
- 灰とダイヤモンド Anthology